# María de Buenos Aires (álbum)
María de Buenos Aires es un álbum de estudio por el bandoneonista de tango argentino Astor Piazzolla junto a una orquesta, fue grabado y editado en Argentina durante 1968 con música de la ópera del mismo nombre. Fue el primer álbum doble publicado en Argentina. Piazzolla regrabó algunos instrumentales para un álbum de estudio posterior llamado Pulsación, de donde se destaca «Fuga y misterio».

## Historia
Durante la segunda mitad de la década de 1960 y principios de los años 1970 surgieron una serie de operas, cantatas y oratorios pop de diverso tipo, por citar Tommy de The Who, Arthur (Or the Decline and Fall of the British Empire) de The Kinks, Santa María de Iquique de Luis Advis, Jesus Christ Superstar de 1971 como algunos ejemplos. Por tal motivo, a comienzos de 1968, el uruguayo Horacio Ferrer, escritor de ensayos sobre tango, poeta y periodista, ayudaría a Astor Piazzolla en lo que el dúo ahora asociado llamaron su «operita», María de Buenos Aires. Según Ferrer, Piazzolla en un principio quería grabar una suerte de West Side Story porteño. Pero según María Amelia Baltar (que en ese momento ya estaba de pareja con Piazzolla, pero no hicieron público el vínculo sino más adelante para evitar suspicacias sobre los dotes musicales de Baltar), el motivo era paliar la falta de dinero.
Piazzolla deseaba que su «operita» sea: «aceptada por los intelectuales y los simples», mientras que Primera Plana sentenciaba: «tan solo a fines de abril se sabrá si la quimera fue lograda». La historia de María de Buenos Aires es la siguiente: en la primera parte el Duende, encarnado por Ferrer, evoca la figura de María, una muchacha humilde, es arrojada de su barrio por fuerzas misteriosas y condenada a ser al principio un elemento benéfico, para después transformarse en lo contrario, cuando termina «encanallada» por el bandoneón, en la segunda mitad ella desciende a los infiernos, muere y su sombra vaga por la ciudad, como parte de su trashumancia llega a un circo, tras ello decide hacer terapia sin resultado alguno, el Duende convoca a sus compañeros, quienes se lanzan a la búsqueda de un «germen». En lo alto de un andamio, la «sombra» concebirá y dará a luz a un aniña, será igual a la María legendaria, este milagro tiene como testigos a las Amasadoras de Tallarines de los Domingos y a los Tres Albañiles Magos.

## Grabación
El álbum María de Buenos Aires se grabó en agosto de 1968 en los estudios ION en Buenos Aires con ciertos apuros, se registró en cuatro canales, la mayor tecnología presente en ese momento en el país, pero con una gran calidad técnica por parte de los músicos ejecutantes. Alfredo Radoszynski dueño del sello discográfico dijo que a lo sumo se hicieron dos tomas por pieza. Trova editó el primer álbum doble de la Argentina, con una portada que reproducía un dibujo de Hermenegildo Sábat, y vendió según Radoszysky al rededor de 350 ejemplares, un número que según el dueño del sello: «por lo menos recuperamos el dineros y nos dio prestigio». El álbum Pulsaciones incluyó varios instrumentales derivados de la operita María de Buenos Aires, de allí «Fuga y misterio» cobraría una gran relevancia dentro del catálogo de composiciones de Piazzolla.

## Crítica
Las críticas a la obra fueron en general positivas, Clarín llegó a decir que se trataba de la obra más ambiciosa y lograda hasta la fecha por Piazzolla, si bien discutía el rango de opera de la misma, y ponía reparos al trabajo audiovisual de Adolfo Bronowski, no obstante gran parte de las objeciones apuntaron hacia Ferrer, acusando que su «poema» abusaba de un «lunfardo neologista que traba la rápida compresión indispensable en todo texto que ha de ser puesto en la música». Primera Plana elogio la música, llegando a decir que «Piazzolla ha logrado atrapar lo que tanto perseguía», pero a Ferrer le reprochó haber recurrido a una «simbología estrafalaria» que terminó por saturar al texto de «herrumbres y chirridos estridentes», por su parte revista Gente el 25 de julio calificó la obra de «experiencia imprescindible», siendo que Piazzolla era capaz de «tirar todo por la borda y renovarse siempre».

## Lanzamiento y reediciones
María de Buenos Aires se editó en 1968 en Argentina como un álbum doble gatefold. En 1972 se editó en Brasil y Japón.

## Lista de temas
Todas las canciones escritas y compuestas por Astor Piazzolla con letras de Horacio Ferrer. 
| Lado A |                                |          |  |
| N.º    | Título                         | Duración |  |
| 1.     | «Alevare»                      |          |  |
| 2.     | «Tema de María»                |          |  |
| 3.     | «Balada para un organito loco» |          |  |

| Lado B |                     |          |  |
| N.º    | Título              | Duración |  |
| 4.     | «Milonga Cariegura» |          |  |
| 5.     | «Fuga y misterio»   |          |  |
| 6.     | «Poema Valseado»    |          |  |
| 7.     | «Tocata rea»        |          |  |
| 8.     | «Miserere Cayengue» |          |  |

| Lado C |                                         |          |  |
| N.º    | Título                                  | Duración |  |
| 9.     | «Contramilonga a la funerala»           |          |  |
| 10.    | «Tangata del Alba»                      |          |  |
| 11.    | «Carta a los árboles y a las chimeneas» |          |  |
| 12.    | «Aria de los analistas»                 |          |  |

| Lado D |                             |          |  |
| N.º    | Título                      | Duración |  |
| 13.    | «Romanza del duende»        |          |  |
| 14.    | «Allegro Tangabile»         |          |  |
| 15.    | «Milonga de la anunciación» |          |  |
| 16.    | «Tangus dei»                |          |  |

## Créditos
- Astor Piazzolla - bandoneón, arreglos, dirección y música[8]
- Horacio Ferrer - recitados y letras
- Víctor Pontino - violoncello
- Kicho Díaz - contrabajo
- Arturo Schneider - flauta
- Cacho Tirao - guitarra
- José Corriale - percusión
- Jaime Gosis - piano
- Tito Bisio - vibráfono, campanas y xilófono
- Néstor Panik - viola
- Antonio Agri y Hugo Baralis - violín
- María Amelia Baltar y Héctor De Rosas - voz

Otros
- Hermenegildo Sábat - ilustración
- Alfredo I. Radoszynski - productor
- Oscar Zárate - diseño
- Luis A. Quinteros - mezcla